# انتزاع الأراضي

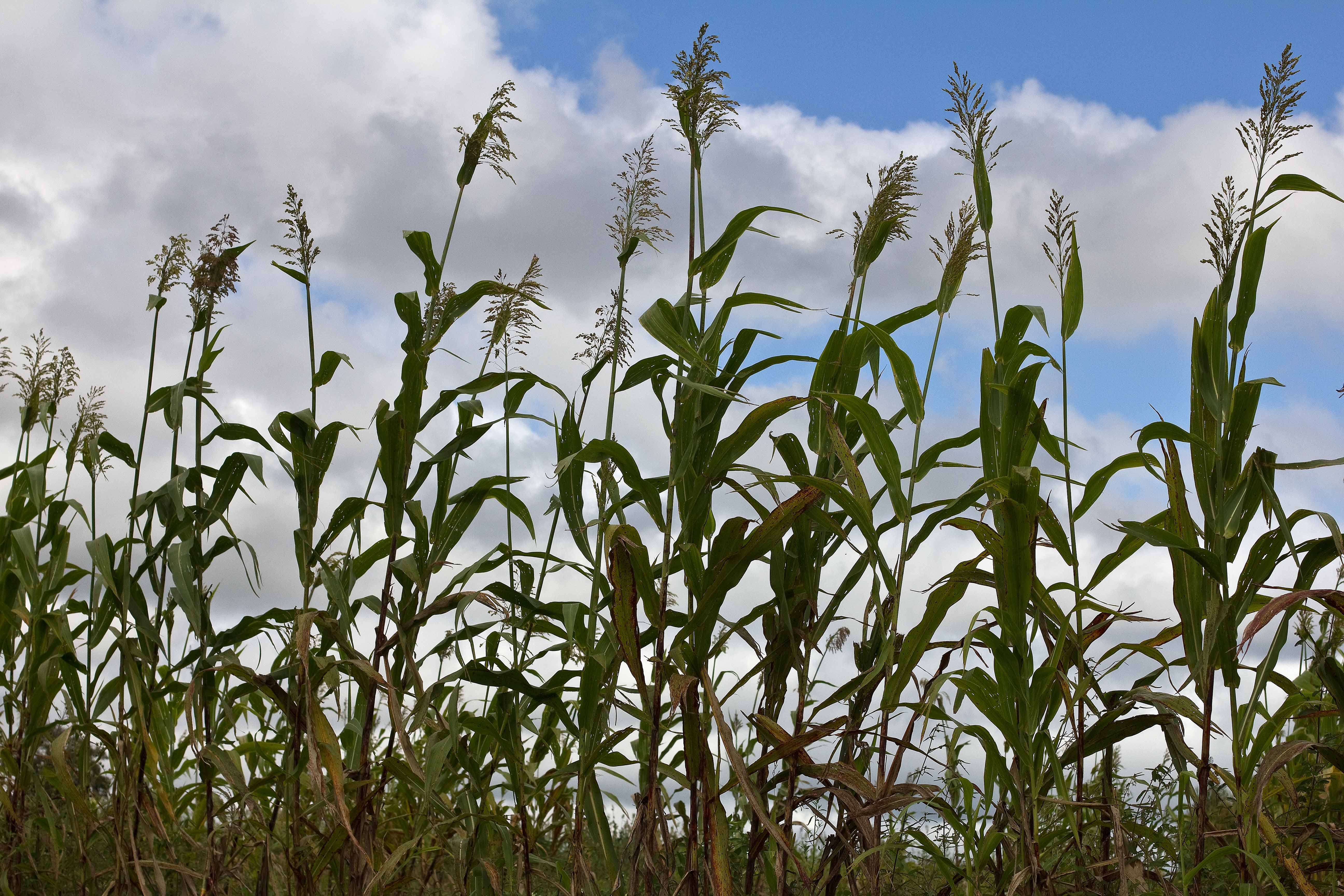

قضية انتزاع الأراضي المثيرة للجدل هي شراء الشركات المحلّية أو متعددة الجنسيات أو الحكومات أو الأفراد قطعًا كبيرة من الأرض، أو استئجارها إياها. ومع أنّ انتزاع الأراضي مستعمل كثيرا عبر التاريخ، فإن المصطلح يشير في استخدامه في القرن الواحد والعشرين إلى الاستيلاءات على الأراضي التي تَلَت أزمة الغذاء العالمية عامَ 2007 و2008. والحصول على الموارد المائية سبب رئيس لانتزاع الأراضي، لذلك قاد هذا إلى اتجاه جديد إلى انتزاع المياه. بتشجيع مخاوف الأمن الغذائي في البلدان النامية، وبالفُرَص الموجَدة حديثًا للمستثمرين في المجال الزراعيّ، سببت أزمة الغذاء تصاعدًا كبيرا في الاستثمارات الزراعيّة الواسعة، لا سيما في البلدان التي في العالم الجنوبي، من أجل صناعة الغذاء، وإنتاج النفط الحيوي. وقد أحيا المستثمرون والاقتصاديون وبعض البلدان النامية الاستثمار الزراعيّ طريقًا إلى التنمية الزراعية، ومع هذا، فإن بعض المنظمات غير الحكومية والمعلقين انتقدوا الاستثمار في الأرض الزراعية، من جهة أن له أثرًا سلبيًّا على المجتمعات المحلّيّة. عادةً ما يُحتَجّ بالقانون الدولي لتنظيم هذه المعاملات.

## التعريف
يعرّف مصطلح انتزاع الأراضي بأنه الاستيلاء الواسع على الأراضي بالاشتراء أو الاستئجار. تبلغ مساحة الأرض في هذه الصفقات آلاف الكيلومترات المربعة، أو مئات آلاف الهكتارات، ومن ثمّ فهي أكبر منها في الماضي. المصطلح نفسه جدليّ ومختلَف فيه. في 2011، كتب بوراس وهول وآخرون: «إنّ مصطلح «انتزاع الأراضي العالميّ» قد أصبح فضفاضًا لوصف الصفقات التجارية الواسعة لبيع الأراضي عبر الدول وتحليل هذه الصفقات». وكتبت روث هول في مكان آخر: «إن المصطلح وإن كان فعّالًا من جهة أنّه مصطلح للناشطين، فإنه يخفي اختلافات كبيرة في مشروعية الصفقات وبنيتها ونتائجها ويغضّ الطرف عن أدوار النُّخَب الخدمية والحكومات كشركاء، ووسطاء، ومستفيدين».
يترجم مصطلح انتزاع الأراضي إلى البرتغالية بكلمة "grilagem": «قيلت أشياء كثيرة عن انتزاع الأراضي وقد يكون المصطلح غامضًا... مع ذلك، فإنّه يعني لمن يعيش في داخل البلد، معنًى مظلمًا عنيفا ثقيلا، يشمل أفعال ظُلْم وعَسْف ضدّ أصحاب الأرض الأصليين، أحيانًا مع استملاكٍ بالقوّة للأراضي بأخذ الأرض واحتلالها». فالكلمة البرتغالية تدل على المعاملات غير النظامية، واحتلال الأراضي غير المشروع باستعمال العنف، ونهب الثروات، والإضرار بالبيئة، وتهديد السيادة، بكلّ الأبعاد الضخمة لهذه الأفعال.

## الوضع في القرن الواحد والعشرين

### مساحة الأرض
أصدر معهد التنمية الخارجية تقريرًا في يناير عام 2013 يقول إن البيانات المتوفرة محدودة عموما، وأن البيانات الموجودة المرتبطة بالمنظمات غير الحكومية مركّزة على إحداث ضجة إعلامية، وربما كان مدى ظاهرة التجارة العالمية بالأراضي مبالَغًا فيه. وجدت الدراسة أن الأرقام هذه تقدّم تقديرات متنوّعة، كلّها بعشرات ملايين الهكتارات.
- قدّر المعهد الدولي لبحوث السياسات الغذائية في 2009 عدد هكتارات الأراضي الزراعية التي تغير مالكوها منذ 2006 بين 15 مليونا و20 مليونا.
- اعتبارا من يناير 2013 بلغت بيانات لاند بورتال 49 مليون هكتار من الصفقات عالميا، منها 26 مليونا في البلد نفسه.
- أبلغ تقرير للبنك الدولي عام 2011 أصدره كلاوس دينينجر عن 56 مليون هكتارا في العالم كله.
- أبلغت فريس أند رينبرغ في 2012 أن الرقم يتراوح بين 51 و63 مليون هكتارا في إفريقيا وحدها.
- عدّت قاعدة بيانات منظمة غرين المنشورة في يناير 2012، 35 مليون هكتار، وحين أزالت المنظمة البلدان النامية اقتصاديا مثل أستراليا ونيوزيلندا وبولندا وروسيا وأوكرانيا ورومانيا من قاعدة بياناتها، صار الرقم 25 مليون هكتار.
- بين عامي 1990 و2011 في الضفّة الغربية في فلسطين، صادرت إسرائيل 195 كيلومترا مربعا من الأرض، من غير تعويضات لأصحاب الأرض المحليين، وأعطت إسرائيل هذه الأراضي للمهاجرين ليقيموا مستوطنات جديدة ومزارع كبيرة. صارت المياه قليلة جدا للسكّان المحلّيين. في 2016 أضيف إلى تلك الأراضي 1.2 كيلومتر مربع من الأرض في جزء من عملية مستمرّة.[8]

معظم الإحصائيات تقدر الرقم بين 20 و60 مليون هكتار. وعلمًا أن الأرض الزراعية في العالم كله تبلغ أكثر من 4 مليارات هكتار، فإن هذه الاستيلاءات يمكن أن تقدّر بنحو 1 بالمئة من المساحة الزراعية العالمية. ومع هذا، فالأراضي المستملكة قد لا تكون مستعملة من قبل للزراعة، وقد تكون مغطّاة بالغابات التي تبلغ كذلك نحو 4 مليارات هكتار حول العالم، لذلك ربما كان لانتزاع الأراضي دور مهم في عمليّة التصحّر الجارية.
وفي رأي الباحثين أن عددا كبيرا من الصفقات تبقى موضع شكّ من جهة أنها أنهيت ونُفِّذت أم لا؟  إن قواعد بيانات الأراضي تعتمد عادةً على مصدر أو مصدرين إعلاميين قد لا يتتبعان إنفاذ الاستثمارات، أو لا يسألان هل نُفّذ الاستثمار في كل الأرض التي أُبلغ عنها. فعلى سبيل المثال، قد يبدو عدد من الصفقات في قاعدة بيانات غرين موقفًا، من ذلك:
- مليون هكتار بين شركة أرك كاب الأمريكية وشركة النيل للتجارة والتنمية في السودان.
- صفقة بـ400 ألف هكتار بين الصين وكولومبيا يبدو أنها أوقِفَتْ.
- استثمار شركة أغريسول في تنزانيا في 325 ألف هكتار.
- شراء الإمارات العربية المتحدة 324 ألف هكتار في باكستان.
- شراءٌ موقَفٌ لمستثمرين صينيين في الأرجنتين بقدر 320 ألف هكتار.

يقول الباحثون إن هذه الصفقات هي التي تحققوا منها، أمّا النسبة الكلّيّة فتبلغ 10% من قاعدة بيانات غرين عن الاستيلاءات الخارجية على الأراضي. يُبلغ عن الصفقات باستخدام التقدير الأعلى الذي تتوقع الشركة أن تستخدمه. فعلى سبيل المثال،
- الاستثمار الهندي في تنزانيا أُبلغ أنه في 300 ألف هكتار، ولكن المعمول به اليوم هو 1000 هكتار.
- استثمار مجموعة أولام في غابون أُبلغ أنه في 300 ألف هكتار، ولكن المعمول به اليوم هو 50 ألف هكتار.
- ثلاثة استثمارات بلغت 600 ألف هكتار في  ليبيريا مع شركة زيت النخيل الاستوائي، أبلغ أن الصفقة تبلغ 169 ألف هكتار، مع أن الخطط تهدف إلى بلوغ 50 ألفًا فقط بحلول 2020.

### ثمن الأرض
وجد الباحثون أنه بالنظر إلى قيمة الاستيلاءات الخارجية على الأراضي، فإنّ الحصول على الأرقام يكون أصعب. يقدّم الإعلام عادة معلومات عن مساحة الأرض لا عن ثمن الصفقة. وتُعطى أحيانا تقديرات الاستثمار بدلًا من ثمن الأرض.
ووجدوا أن عددًا من التقارير في قواعد البيانات ليست استيلاءات، وإنما هي استئجارات طويلة المدى، إذ تُدفَع الأجرة أو تذهب نسبة معينة من المنتج إلى الأسواق المحلية. فعلى سبيل المثال:
- استثمار هندي في إثيوبيا، تراوح فيه سعر الهكتار بين1.20$ و8$ في السنة، بقيمة 311 ألف هكتار.
- دفع المستثمرون الهنود 4$ للهكتار في السنة، واستأجروا 100 ألف هكتار.
- وأُبلغ أن الأمير بندر بن سلطان السعوديّ يدفع 125 ألف دولار في السنة لـ105 ألف هكتارات في جنوب السودان، أي أقل من دولار واحد في السنة، في استئجار مدته 25 سنة.
- وأبلغ  عن مستثمر كوري جنوبي في البيرو أنه يدفع 0.8$ للهكتار.

والقيمة التقديرية التي حسبت على أساس بيانات المعهد الدولي لبحوث السياسات الغذائية عام 2009 قدّرت بين 15 و20 مليون هكتار من الأرض الزراعي في البلدان النامية، ثمنها نحو 20 إلى 30 مليار دولار.
اكتشف الباحثون أن صناديق الاستثمار العالمية تفيد التقارير أن لديها أموالا كبيرة متاحة للاستثمار في استثمارات الأراضي الخارجية.
يتوقّع أحد التقديرات أن «100 مليار دولار سيستثمرها 120 مجموعة استثمار»، في حين أن «السعودية قد دفعت 800 مليون دولار على المزارع الخارجية». في عام 2011، أخبرت استشارية الزراعة في هايكويست وكالة رويترز أن «استثمار رأس المال الخاص في الزراعة يتوقَّع أن يكون على أكثر من ضعفيه أي نحو 5 إلى 7 مليارات دولار في العامين القادمين، إذ بلغت تقديرات العامين السابقين 2.5 إلى 3 مليارات دولار مستثمرة في الزراعة».
وتحوم حول ثمن الاستيلاءات الخارجية شكوك كبيرة، لا سيّما بعد معرفة عقود الإيجار. وباعتبار كمّية الأراضي وحجم الاستثمارات في المنطقة، فإنّه من الراجح أن تبلغ قيمة الاستثمارات فيها بعشرات مليارات الدولارات.